# (34538) 2000 SA222
2000 SA222 (asteroide 34538) é um asteroide da cintura principal. Possui uma excentricidade de 0.10310690 e uma inclinação de 12.69139º.
Este asteroide foi descoberto no dia 26 de setembro de 2000 por LINEAR em Socorro.